# Rodrigo Amaral
Rodrigo Nahuel Amaral Pereira (Montevideo, 25 de marzo de 1997) es un futbolista uruguayo. Juega de centrocampista o delantero en Montevideo Wanderers de la Primera División de Uruguay.

## Trayectoria

### Juveniles
Se formó futbolísticamente en las divisiones inferiores del Club Nacional de Football, comenzó en séptima división en el 2011, la sub-14.
En 2012, lo seleccionaron para viajar a Inglaterra, representó al club uruguayo por 10 días y practicó con las formativas del Liverpool Football Club junto a sus compañeros tricolores Diego Baldi, Leandro Otormín y Gastón Pereiro.
En el mismo año se coronó campeón uruguayo con la sexta división tricolor.
Es uno de los máximos goleadores históricos de las formativas de Nacional, está dentro de los primeros 10.
Anotó 143 goles en 115 partidos.
Nunca perdió un clásico contra Peñarol y le anotó 6 goles en las diferentes categorías.
El 16 de diciembre de 2014, se conoció el interés del entrenador Álvaro Gutiérrez, del primer equipo tricolor, en ascender a Rodrigo al plantel absoluto luego del Campeonato Sudamericano de Fútbol Sub-20 de 2015.

### Nacional
Debutó en el club en un partido amistoso internacional, fue el 4 de marzo de 2015 contra Flamengo en el partido de despedida de Léo Moura, que se disputó en el Estadio Maracaná ante más de 30.600 personas. 
Amaral jugó como titular en la derrota de Nacional por 2 a 0.
Oficialmente, su primer partido fue el 15 de agosto en la fecha 1 del Torneo Apertura 2015, ingresando al minuto 65 de la victoria por 4 goles a 1 contra Villa Teresa. Su segundo partido fue a nivel internacional por la primera fase de la Copa Sudamericana 2015, se disputó el 20 de agosto contra Oriente Petrolero, ingresó al minuto 88 por Leandro Barcia y empataron 0 a 0. 
Como en el partido de ida había ganado 3 a 0, Nacional pasó a la segunda fase.
El 23 de agosto, en la fecha 2 del Apertura, ingresó al minuto 63 por Jorge Fucile y al minuto 81 anotó su primer gol como profesional. Nacional derrotó al River Plate de Carrasco 2 a 1, luego de comenzar perdiendo.

### Racing Club (Argentina)
En el año 2017 Rodrigo Amaral se incorporó al equipo de reserva de Racing Club de Avellaneda, en la República Argentina. 
El club pagó US$ 1.200.000 por el 20% del jugador, pero no tuvo continuidad y fue devuelto a préstamo a Nacional por problemas de cupo de extranjeros.

### Regreso a Nacional y paso a Fénix
La vuelta al fútbol uruguayo de Amaral se dio en enero de 2019, cuando fue cedido por Racing a préstamo a su club original, Nacional de Montevideo. 
El 25 de mayo de ese mismo año sufrió una rotura de ligamentos que también le restó continuidad y presencia en el equipo.
Finalmente, el 31 de marzo de 2021 pasó a integrar el plantel del Centro Atlético Fénix.

### Club The Strongest (Bolivia) y regreso a Fénix
En febrero del 2022 Amaral pasó a jugar para el equipo boliviano Club The Strongest, donde tuvo actuaciones destacadas pero también acumuló sanciones diversas.
A principios de julio de 2022 se confirmó su salida de The Strongest, y su vuelta al Centro Atlético Fénix.

## Selección nacional

### Trayectoria
Amaral ha sido parte de la selección de Uruguay en la categoría sub-20.
En el 2014, Rodrigo fue parte del proceso de la Selección Sub-20 de Uruguay conducida por Fabián Coito, a pesar de dar ventaja con la edad.
Debutó con la Celeste el 10 de junio ante Paraguay en el Estadio Dr. Nicolás Leoz de Asunción, ingresó al minuto 60 y empataron 1 a 1.
En el partido revancha, dos días después, anotó sus dos primeros goles con la selección y ganaron 2 a 1.
El 23 de noviembre viajó a Paraguay para disputar un cuadrangular internacional contra Perú, Paraguay y Panamá. 
Uruguay perdió el primer partido pero ganaron los dos restantes y obtuvo un lugar en la final. 
El partido para decidir el campeón del cuadrangular fue el 30 de noviembre contra Panamá en el Estadio General Adrián Jara, Rodrigo comenzó desde el banco y al final del primer tiempo perdían 2 a 0, ingresó por Franco Acosta en el segundo tiempo e impuso su nivel, con goles de Mathías Suárez y Gastón Pereiro lograron empatar el partido, pero Ruben Barrow de inmediato puso en ventaja a los panameños, por 3 a 2 en el minuto 81. Ya en tiempo cumplido, a Rodrigó le quedó una pelota de un rebote a espaldas al arco, puso el cuerpo, se dio vuelta, dio unos pasos y remató con la zurda desde fuera del área para convertir el tercer gol de Uruguay. 
Fueron a penales, pateó el segundo del equipo, lo convirtió y finalmente ganaron 5 a 3.
Fue elegido como el mejor jugador de la final.
Su compañero de la selección sub-20, Erick Cabaco, declaró en una entrevista, respondiendo sobre qué compañero lo deslumbra:

«Rodrigo Amaral. Increíblemente es el más chico de todos y es el que más me sorprende. Es un delantero que las pelea todas. Tiene una potencia increíble. Cuando tiene que sacar el cuadro adelante, lo saca solo igual. Es terrible jugador... ¡Una bestia! Creo que es uno de los que tiene más futuro.»

El 3 de enero de 2015 fue seleccionado para defender a Uruguay en el Campeonato Sudamericano Sub-20.
Debutó en la competencia el 15 de enero, frente a Colombia en el estadio Domingo Burgueño de Maldonado, fue un partido parejo de ida y vuelta, Rodrigo ingresó al minuto 86 por Jaime Báez con el partido 0 a 0, de inmediato mostró su calidad y le cambió la cara al equipo, al minuto 92 ejecutó un tiro de esquina y Mauro Arambarri convirtió el gol del triunfo para la Celeste con un cabezazo.
Finalmente se ganó el puesto de titular y terminó jugando 8 partidos, anotó un gol, brindó 5 asistencias y terminaron en tercer lugar, por lo que clasificaron al Mundial. 
Rodrigo fue elegido el jugador revelación del torneo.
El 14 de mayo fue seleccionado para defender a Uruguay en la Copa Mundial Sub-20 de Nueva Zelanda.
Jugó los 3 partidos de la fase de grupos y clasificaron a la siguiente ronda. En octavos de final se enfrenaron a Brasil, el partido empató sin goles luego de la prórroga, fueron a penales y Rodrigo erró su tiro, Uruguay quedó eliminado al perder por 5 a 4.
El 1 de octubre fue convocado por Fabián Coito, para comenzar el proceso de la selección sub-20 que disputará el Campeonato Sudamericano Sub-20 de 2017 en Ecuador.
El 12 de diciembre de 2016, fue convocado por Fabián Coito para entrenar en el complejo AUF, junto a otros 27 futbolistas. Fue confirmado en la lista definitiva el 29 de diciembre, para jugar el Campeonato Sudamericano Sub-20.
Rodrigo jugó 9 partidos y Uruguay se coronó campeón del Sudamericano, además con 5 anotaciones fue el máximo artillero del torneo.
El 25 de abril fue confirmado en el plantel definitivo para viajar a Corea del Sur y jugar la Copa Mundial Sub-20.
Debutó en el Mundial el 21 de mayo, se enfrentaron a Italia en el Estadio Mundialista de Suwon, Rodrigo ingresó al minuto 55 por Joaquín Ardaiz con el encuentro sin goles, no pudo encontrar su juego en sus primeros momentos en cancha. En los minutos finales el juez cobró un tiro libre al borde del área rival, lo ejecutó Amaral y con un potente zurdazo vulneró la portería italiana, el esférico entró al ángulo derecho, finalmente el marcador se mantuvo y ganaron 1 a 0.

### Participaciones en juveniles
En cursiva las competiciones no oficiales.
| Competición                                    | Sede          | Resultado        | PJ | Goles | Asistencias |
| ---------------------------------------------- | ------------- | ---------------- | -- | ----- | ----------- |
| Cuadrangular Internacional Sub-19 de 2014      | Paraguay      | Campeón          | 4  | 1     | 0           |
| Campeonato Sudamericano Sub-20 de 2015         | Uruguay       | Tercer puesto    | 8  | 1     | 5           |
| Copa Mundial Sub-20 de 2015                    | Nueva Zelanda | Octavos de final | 4  | 0     | 0           |
| Copa Ciudad de la Independencia Sub-19 de 2016 | Chile         | Tercer puesto    | 2  | 1     | 0           |
| Campeonato Sudamericano Sub-20 de 2017         | Ecuador       | Campeón          | 9  | 5     | 0           |
| Copa Mundial Sub-20 de 2017                    | Corea del Sur | Cuarto puesto    | 3  | 1     | 0           |

### Detalles de partidos
| Con Uruguay Sub-20 | Con Uruguay Sub-20 | Con Uruguay Sub-20          | Con Uruguay Sub-20       | Con Uruguay Sub-20                 | Con Uruguay Sub-20                       | Con Uruguay Sub-20 | Con Uruguay Sub-20               | Con Uruguay Sub-20                                                                                   | Con Uruguay Sub-20 |
| N°                 | Rival              | Resultado                   | Fecha                    | Lugar                              | Competencia                              | Goles              | Asistencias                      | Ref.                                                                                                 |                    |
| ------------------ | ------------------ | --------------------------- | ------------------------ | ---------------------------------- | ---------------------------------------- | ------------------ | -------------------------------- | --- | ------------------ |
| 1                  | Paraguay           | 1:1 (0:1)                   | 10 de junio de 2014      | Asunción Paraguay                  | Amistoso                                 | -                  | -                                | 1 |                    |
| 2                  | Paraguay           | 1:2 (0:1)                   | 12 de junio de 2014      | Asunción Paraguay                  | Amistoso                                 | 21', 46'           | -                                | 2 |                    |
| 3                  | Perú               | 1:0 (1:0)                   | 4 de agosto de 2014      | Lima · Perú                        | Amistoso                                 | -                  | -                                | 3 |                    |
| 4                  | Perú               | 1:1 (1:1)                   | 6 de agosto de 2014      | Lima · Perú                        | Amistoso                                 | -                  | -                                | 4 |                    |
| 5                  | Perú               | 1:2 (0:0)                   | 22 de septiembre de 2014 | Montevideo · Uruguay               | Amistoso                                 | -                  | -                                | 5 |                    |
| 6                  | Sel. Gaúcha        | 2:1 (1:0)                   | 11 de noviembre de 2014  | Maldonado · Uruguay                | Amistoso                                 | -                  | -                                | 6 |                    |
| 7                  | Perú               | 3:1 (2:0)                   | 24 de noviembre de 2014  | Asunción Paraguay                  | Amistoso Cuadrangular internacional      | -                  | -                                | 7 |                    |
| 8                  | Paraguay           | 0:1 (0:0)                   | 26 de noviembre de 2014  | Asunción Paraguay                  | Amistoso Cuadrangular internacional      | -                  | -                                | 8 |                    |
| 9                  | Panamá             | 0:2 (0:2)                   | 28 de noviembre de 2014  | Asunción Paraguay                  | Amistoso Cuadrangular internacional      | -                  | -                                | 9 |                    |
| 10                 | Panamá             | 3:3 (2:0) (3:5 pen.)        | 30 de noviembre de 2014  | Asunción Paraguay                  | Amistoso Cuadrangular internacional      | 90'                | -                                | 10                                                                                                   |                    |
| 11                 | Colombia           | 1:0 (0:0)                   | 15 de enero de 2015      | Maldonado · Uruguay                | Campeonato Sudamericano Fase de grupos   | -                  | 92' a M. Arambarri               | 11                                                                                                   |                    |
| 12                 | Brasil             | 0:2 (0:1)                   | 17 de enero de 2015      | Maldonado · Uruguay                | Campeonato Sudamericano Fase de grupos   | -                  | -                                | 12                                                                                                   |                    |
| 13                 | Chile              | 6:1 (3:0)                   | 21 de enero de 2015      | Maldonado · Uruguay                | Campeonato Sudamericano Fase de grupos   | 82'                | -                                | 13                                                                                                   |                    |
| 14                 | Brasil             | 0:0                         | 26 de enero de 2015      | Montevideo · Uruguay               | Campeonato Sudamericano Hexagonal final  | -                  | -                                | 14                                                                                                   |                    |
| 15                 | Perú               | 3:1 (1:0)                   | 29 de enero de 2015      | Montevideo · Uruguay               | Campeonato Sudamericano Hexagonal final  | -                  | 28' a F. Acosta 56' a G. Pereiro | 15                                                                                                   |                    |
| 16                 | Paraguay           | 2:0 (2:0)                   | 1 de febrero de 2015     | Montevideo · Uruguay               | Campeonato Sudamericano Hexagonal final  | -                  | 23' a F. Acosta                  | 16                                                                                                   |                    |
| 17                 | Colombia           | 0:0                         | 4 de febrero de 2015     | Montevideo · Uruguay               | Campeonato Sudamericano Hexagonal final  | -                  | -                                | 17                                                                                                   |                    |
| 18                 | Argentina          | 2:1 (1:1)                   | 8 de febrero de 2015     | Montevideo · Uruguay               | Campeonato Sudamericano Hexagonal final  | -                  | 7' a G. Pereiro                  | 18                                                                                                   |                    |
| 19                 | Francia            | 1:1 (0:1)                   | 26 de marzo de 2015      | Clairefontaine-en-Yvelines Francia | Amistoso                                 | 42'                | -                                | 19 Archivado el 23 de septiembre de 2015 en Wayback Machine.                                         |                    |
| 20                 | Uzbekistán         | 1:0 (1:0)                   | 29 de marzo de 2015      | Coímbra Portugal                   | Amistoso                                 | -                  | -                                | 20 Archivado el 30 de marzo de 2016 en Wayback Machine.                                              |                    |
| 21                 | Portugal           | 3:0 (2:0)                   | 31 de marzo de 2015      | Coímbra Portugal                   | Amistoso                                 | -                  | -                                | 21 Archivado el 4 de marzo de 2016 en Wayback Machine.                                               |                    |
| 22                 | Honduras           | 1:2 (0:1)                   | 11 de mayo de 2015       | Maldonado · Uruguay                | Amistoso                                 | -                  | -                                | 22                                                                                                   |                    |
| 23                 | Honduras           | 5:0 (3:0)                   | 13 de mayo de 2015       | Montevideo · Uruguay               | Amistoso                                 | -                  | -                                | 23                                                                                                   |                    |
| 24                 | Panamá             | 1:0 (0:0)                   | 20 de mayo de 2015       | Hamilton Nueva Zelanda             | Amistoso                                 | -                  | -                                | 24                                                                                                   |                    |
| 25                 | Ucrania            | 1:2 (0:0)                   | 24 de mayo de 2015       | Auckland Nueva Zelanda             | Amistoso                                 | -                  | -                                | 25                                                                                                   |                    |
| 26                 | Serbia             | 1:0 (0:0)                   | 31 de mayo de 2015       | Dunedin Nueva Zelanda              | Copa Mundial Fase de grupos              | -                  | -                                | 26                                                                                                   |                    |
| 27                 | México             | 2:1 (0:0)                   | 3 de junio de 2015       | Dunedin Nueva Zelanda              | Copa Mundial Fase de grupos              | -                  | -                                | 27 Archivado el 27 de octubre de 2018 en Wayback Machine.                                            |                    |
| 28                 | Malí               | 1:1 (1:1)                   | 6 de junio de 2015       | Hamilton Nueva Zelanda             | Copa Mundial Fase de grupos              | -                  | -                                | 28                                                                                                   |                    |
| 29                 | Brasil             | 0:0 (t. s.) (5:4 pen.)      | 11 de junio de 2015      | Nueva Plymouth Nueva Zelanda       | Copa Mundial Octavos de final            | -                  | -                                | 29 Archivado el 27 de octubre de 2018 en Wayback Machine.                                            |                    |
| 30                 | Paraguay           | 1:1 (0:1)                   | 26 de abril de 2016      | Canelones · Uruguay                | Amistoso                                 | -                  | -                                | 30                                                                                                   |                    |
| 31                 | Chile              | 3:0 (1:0)                   | 31 de mayo de 2016       | Montevideo · Uruguay               | Amistoso                                 | -                  | -                                | 31                                                                                                   |                    |
| 32                 | Perú               | 4:0 (0:0)                   | 16 de junio de 2016      | Maldonado · Uruguay                | Amistoso                                 | 46'                | 58' a C. Benavidez               | 32                                                                                                   |                    |
| 33                 | Guatemala          | 1:0 (1:0)                   | 22 de junio de 2016      | Canelones · Uruguay                | Amistoso                                 | -                  | 4' a D. Vicente                  | 33                                                                                                   |                    |
| 34                 | Sel. Gaúcha        | 5:2 (3:2)                   | 16 de agosto de 2016     | Montevideo · Uruguay               | Amistoso                                 | 17', 21', 43'      | -                                | 34                                                                                                   |                    |
| 35                 | Sel. Gaúcha        | 3:3 (2:0)                   | 18 de agosto de 2016     | Canelones · Uruguay                | Amistoso                                 | -                  | -                                | 35                                                                                                   |                    |
| 36                 | Venezuela          | 3:1 (2:1)                   | 5 de octubre de 2016     | Montevideo · Uruguay               | Amistoso                                 | 48'                | -                                | 36                                                                                                   |                    |
| 37                 | Chile              | 2:2 (1:1)                   | 12 de octubre de 2016    | Talca · Chile                      | Amistoso Copa Ciudad de la Independencia | 40'                | -                                | 37                                                                                                   |                    |
| 38                 | Brasil             | 2:1 (1:0)                   | 14 de octubre de 2016    | Talca · Chile                      | Amistoso Copa Ciudad de la Independencia | -                  | -                                | 38                                                                                                   |                    |
| 39                 | Venezuela          | 0:0                         | 19 de enero de 2017      | Ibarra · Ecuador                   | Campeonato Sudamericano Fase de grupos   | -                  | -                                | 39                                                                                                   |                    |
| 40                 | Argentina          | 3:3 (1:2)                   | 21 de enero de 2017      | Ibarra · Ecuador                   | Campeonato Sudamericano Fase de grupos   | 4'                 | -                                | 40                                                                                                   |                    |
| 41                 | Perú               | 2:0 (1:0)                   | 25 de enero de 2017      | Ibarra · Ecuador                   | Campeonato Sudamericano Fase de grupos   | 9' (pen.)          | -                                | 41                                                                                                   |                    |
| 42                 | Bolivia            | 3:0 (2:0)                   | 27 de enero de 2017      | Ibarra · Ecuador                   | Campeonato Sudamericano Fase de grupos   | 82'                | -                                | 42                                                                                                   |                    |
| 43                 | Argentina          | 3:0 (2:0)                   | 30 de enero de 2017      | Quito · Ecuador                    | Campeonato Sudamericano Hexagonal final  | 62'                | -                                | 43                                                                                                   |                    |
| 44                 | Brasil             | 2:1 (0:1)                   | 2 de febrero de 2017     | Quito · Ecuador                    | Campeonato Sudamericano Hexagonal final  | 60'                | -                                | 44                                                                                                   |                    |
| 45                 | Colombia           | 3:0 (1:0)                   | 5 de febrero de 2017     | Quito · Ecuador                    | Campeonato Sudamericano Hexagonal final  | -                  | -                                | 45                                                                                                   |                    |
| 46                 | Venezuela          | 0:3 (0:0)                   | 8 de febrero de 2017     | Quito · Ecuador                    | Campeonato Sudamericano Hexagonal final  | -                  | -                                | 46                                                                                                   |                    |
| 47                 | Ecuador            | 1:2 (0:2)                   | 11 de febrero de 2017    | Quito · Ecuador                    | Campeonato Sudamericano Hexagonal final  | -                  | -                                | 47                                                                                                   |                    |
| 48                 | Argentina          | 0:1 (0:0)                   | 22 de marzo de 2017      | Montevideo · Uruguay               | Amistoso                                 | -                  | -                                | 48                                                                                                   |                    |
| 49                 | Argentina          | 2:1 (2:1)                   | 12 de abril de 2017      | Buenos Aires Argentina             | Amistoso                                 | -                  | -                                | 49                                                                                                   |                    |
| 50                 | China              | 1:3 (0:1)                   | 8 de mayo de 2017        | Xi'an China                        | Amistoso                                 | 89'                | -                                | 50 (enlace roto disponible en Internet Archive; véase el historial, la primera versión y la última). |                    |
| 51                 | Corea del Sur      | 2:0 (1:0)                   | 11 de mayo de 2017       | Cheongju Corea del Sur             | Amistoso                                 | -                  | -                                | 51 (enlace roto disponible en Internet Archive; véase el historial, la primera versión y la última). |                    |
| 52                 | Arabia Saudita     | 0:2 (0:1)                   | 14 de mayo de 2017       | Goyang Corea del Sur               | Amistoso                                 | 86'                | -                                | 52 (enlace roto disponible en Internet Archive; véase el historial, la primera versión y la última). |                    |
| 53                 | Italia             | 0:1 (0:0)                   | 21 de mayo de 2017       | Suwon Corea del Sur                | Copa Mundial Fase de grupos              | 76'                | -                                | 53 (enlace roto disponible en Internet Archive; véase el historial, la primera versión y la última). |                    |
| 54                 | Portugal           | 2:2 (2:1)(t. s.) (4:5 pen.) | 4 de junio de 2017       | Daejeon Corea del Sur              | Copa Mundial Cuartos de final            | -                  | -                                | 54                                                                                                   |                    |
| 55                 | Italia             | 0:0 (1:4 pen.)              | 11 de junio de 2017      | Suwon Corea del Sur                | Copa Mundial Tercer puesto               | -                  | -                                | 55 (enlace roto disponible en Internet Archive; véase el historial, la primera versión y la última). |                    |

## Estadísticas

### Clubes
| Club                        | Div. | Temporada     | Liga  | Liga  | Liga   | Copas nacionales | Copas nacionales | Copas nacionales | Copas internacionales | Copas internacionales | Copas internacionales | Total | Total | Total  |
| Club                        | Div. | Temporada     | Part. | Goles | Asist. | Part.            | Goles            | Asist.           | Part.                 | Goles                 | Asist.                | Part. | Goles | Asist. |
| --------------------------- | ---- | ------------- | ----- | ----- | ------ | ---------------- | ---------------- | ---------------- | --------------------- | --------------------- | --------------------- | ----- | ----- | ------ |
| Nacional · Uruguay          | 1ª   | 2014-15       | 2     | 0     | 0      | -                | -                | -                | -                     | -                     | -                     | 2     | 0     | 0      |
| Nacional · Uruguay          | 1ª   | 2015-16       | 17    | 1     | 3      | -                | -                | -                | 1                     | 0                     | 0                     | 18    | 1     | 3      |
| Nacional · Uruguay          | 1ª   | 2016          | 1     | 0     | 0      | -                | -                | -                | -                     | -                     | -                     | 1     | 0     | 0      |
| Racing Argentina            | 1ª   | 2017          | 0     | 0     | 0      | 0                | 0                | 0                | 0                     | 0                     | 0                     | 0     | 0     | 0      |
| Racing Argentina            | 1ª   | 2018          | 0     | 0     | 0      | 0                | 0                | 0                | 0                     | 0                     | 0                     | 0     | 0     | 0      |
| Racing Argentina            | 1ª   | Total club    | 0     | 0     | 0      | 0                | 0                | 0                | 0                     | 0                     | 0                     | 0     | 0     | 0      |
| Nacional · Uruguay          | 1ª   | 2019          | 11    | 4     | 3      | 0                | 0                | 0                | 2                     | 1                     | 0                     | 13    | 5     | 3      |
| Nacional · Uruguay          | 1ª   | 2020          | 13    | 1     | 2      | 0                | 0                | 0                | 3                     | 0                     | 0                     | 16    | 1     | 2      |
| Nacional · Uruguay          | 1ª   | Total club    | 44    | 6     | 8      | 0                | 0                | 0                | 6                     | 1                     | 0                     | 50    | 7     | 8      |
| Fénix · Uruguay             | 1ª   | 2021          | 24    | 4     | 3      | 0                | 0                | 0                | 2                     | 0                     | 0                     | 26    | 4     | 3      |
| Fénix · Uruguay             | 1ª   | 2022          | 11    | 0     | 0      | 1                | 1                | 0                | 0                     | 0                     | 0                     | 12    | 1     | 0      |
| Fénix · Uruguay             | 1ª   | Total club    | 35    | 4     | 3      | 1                | 1                | 0                | 2                     | 0                     | 0                     | 38    | 5     | 3      |
| The Strongest · Bolivia     | 1ª   | 2022          | 16    | 4     | 2      | 0                | 0                | 0                | 9                     | 2                     | 0                     | 25    | 6     | 2      |
| The Strongest · Bolivia     | 1ª   | Total club    | 16    | 4     | 2      | 0                | 0                | 0                | 9                     | 2                     | 0                     | 25    | 6     | 2      |
| Plaza Colonia · Uruguay     | 1ª   | 2023          | 7     | 1     | 0      | 0                | 0                | 0                | 0                     | 0                     | 0                     | 7     | 1     | 0      |
| Plaza Colonia · Uruguay     | 1ª   | Total club    | 7     | 1     | 0      | 0                | 0                | 0                | 0                     | 0                     | 0                     | 7     | 1     | 0      |
| Jorge Wilstermann · Bolivia | 1ª   | 2023          | 26    | 9     | 3      | 0                | 0                | 0                | 0                     | 0                     | 0                     | 26    | 9     | 3      |
| Jorge Wilstermann · Bolivia | 1ª   | Total club    | 26    | 9     | 3      | 0                | 0                | 0                | 0                     | 0                     | 0                     | 26    | 9     | 3      |
|                             |      | Total carrera | 128   | 24    | 16     | 1                | 1                | 0                | 17                    | 3                     | 0                     | 146   | 28    | 16     |
| 1.                          |      |               |       |       |        |                  |                  |                  |                       |                       |                       |       |       |        |

### Selecciones
Actualizado al 11 de junio de 2017.
Último partido citado: Uruguay 0 - 0 Italia
| Sub-20 · Uruguay | 2013/14       | -  | - | - | - | 2  | 2  | 2  | 2  |
| Sub-20 · Uruguay | 2014/15       | 8  | 1 | 4 | 0 | 15 | 2  | 27 | 3  |
| Sub-20 · Uruguay | 2015/16       | -  | - | - | - | 4  | 1  | 4  | 1  |
| Sub-20 · Uruguay | 2016/17       | 9  | 5 | 3 | 1 | 10 | 7  | 22 | 13 |
| Sub-20 · Uruguay | Total sel.    | 17 | 6 | 7 | 1 | 31 | 12 | 55 | 19 |
| Total carrera    | Total carrera | 17 | 6 | 7 | 1 | 31 | 12 | 55 | 19 |
| 1. 2.            |               |    |   |   |   |    |    |    |    |

### Resumen estadístico
| Competición                 | Partidos | Goles | Promedio |
| --------------------------- | -------- | ----- | -------- |
| Liga                        | 42       | 6     | 0,05     |
| Copas nacionales            | 0        | 0     | 0,00     |
| Copas internacionales       | 8        | 1     | 0,13     |
| Selección de Uruguay sub-20 | 55       | 19    | 0,34     |
| Total                       | 105      | 26    | 0,26     |

## Palmarés

### Títulos nacionales
| Título             | Club     | País    | Año     |
| ------------------ | -------- | ------- | ------- |
| Primera División   | Nacional | Uruguay | 2014-15 |
| Primera División   | Nacional | Uruguay | 2016    |
| Supercopa Uruguaya | Nacional | Uruguay | 2019    |
| Primera División   | Nacional | Uruguay | 2019    |
| Primera División   | Nacional | Uruguay | 2020    |

### Títulos internacionales
| Título                         | Club                        | País    | Año  |
| ------------------------------ | --------------------------- | ------- | ---- |
| Campeonato Sudamericano Sub-20 | Selección de Uruguay sub-20 | Ecuador | 2017 |

### Distinciones individuales
| Distinción                                                                                              | Año  |
| --- | ---- |
| Goleador del Mundialito Tahuichi                                                                        | 2012 |
| Goleador del Campeonato Uruguayo Sub-15                                                                 | 2012 |
| Goleador del Campeonato Uruguayo Sub-16                                                                 | 2013 |
| Elegido 'MVP' del partido Uruguay-Panamá por la final del cuadrangular internacional sub-20 en Paraguay | 2014 |
| Goleador del Campeonato Uruguayo Sub-17                                                                 | 2014 |
| Jugador revelación del Sudamericano Sub-20                                                              | 2015 |
| Jóvenes promesas de Uruguay para Pasión Fútbol (puesto 2)                                               | 2016 |
| Goleador del Sudamericano Sub-20                                                                        | 2017 |